# أليساندرو تونولي
أليساندرو تونولي (بالإيطالية: Alessandro Tonolli) مواليد 25 يونيو 1974 في إيطاليا، هو لاعب كرة سلة إيطالي بدأ مسيرته الاحترافية في سنة 1992 يلعب مع فريق فيرتوس روما ويحمل الرقم 8. يبلغ طوله 6 قدم 8 بوصة (2.0 م).

## فرق لعب لها
- فيرتوس روما

## روابط خارجية
- أليساندرو تونولي على موقع الاتحاد الدولي لكرة السلة (الإنجليزية)
- أليساندرو تونولي على موقع الدوري الأوروبي لكرة السلة (الإنجليزية)
- أليساندرو تونولي على موقع كرة السلة الأوروبية.كوم (الإنجليزية)
- أليساندرو تونولي على موقع ريلجم (الإنجليزية)
- أليساندرو تونولي على موقع بروبوليرز (الإنجليزية)
- أليساندرو تونولي على موقع سبورتس رفرنس (الإنجليزية)